# British and Irish Association of Zoos and Aquariums
De British and Irish Association of Zoos and Aquariums (BIAZA), hiervoor de Federation of Zoological Gardens of Great Britain and Ireland is een organisatie en samenwerkingsverband die meer dan 100 dierentuinen en aquaria in Ierland en het Verenigd Koninkrijk. 
Leden van de BIAZA moeten voldoen aan de BIAZA-praktijkcodes en daarnaast belangrijk werk verrichten op het gebied van dierenwelzijn, natuurbehoud, onderwijs en onderzoek.

## Kerndoelen

### Natuurbehoud
BIAZA-leden ondersteunen meer dan 700 natuurbeschermingsprojecten en dragen zo meer dan £11 miljoen per jaar bij. Leden leveren vaardigheden, personeel en apparatuur voor natuurbehoud en essentiële materialen voor educatie- en bewustwordingsprogramma's in ontwikkelingslanden. Ze spelen ook een belangrijke rol in de bewustwording van natuurbehoud in het Verenigd Koninkrijk, ondersteunen natuurbehoudcampagnes en faciliteren de loopbaanontwikkeling van jonge natuurbeschermers.

### Onderwijs
Meer dan 25 miljoen mensen bezoeken elk jaar de collecties van het BIAZA, waaronder 1,3 miljoen kinderen op georganiseerde educatieve uitstapjes. Het BIAZA moedigt zijn leden aan om een effectief educatiesysteem te ontwikkelen met als doel de natuur op een aantal manieren te behouden door mensen te motiveren om hun gewoonten te veranderen, mensen te inspireren om betrokken te raken bij natuurbehoud en mensen aan te moedigen om te doneren aan bepaalde natuurbehoudprogramma's.

### Onderzoek
Onderzoek in BIAZA-dierentuinen en -aquaria is gericht op het verzamelen van kennis die het behoud van bedreigde soorten ten goede komt. BIAZA-collecties ondersteunen meer dan 800 onderzoeksprojecten om het bewustzijn te verhogen en de kennis over wilde dieren en wereldwijde problemen te vergroten.
Een aanzienlijk aantal dierentuindieren in het Verenigd Koninkrijk maakt deel uit van Europese fokprogramma's (EEP's) die tot doel hebben bedreigde soorten voor de toekomst te behouden door compatibele individuen te koppelen.

## Leden

### Engeland
- Africa Alive!
- Amazona Zoo
- Banham Zoo
- Battersea Park Children's Zoo
- Beale Park
- Becky Falls Woodland Park
- Birmingham Wildlife Conservation Park
- Blackpool Zoo
- Blue Planet Aquarium
- Bristol Zoo Gardens
- Bristol Zoo Project
- Chessington Zoo
- Chester Zoo
- Colchester Zoo
- Dartmoor Zoo
- Drusillas Park
- Dudley Zoo
- Exmoor Zoo
- Flamingo Land
- Gauntlet Bird of Prey - Eagle and Vulture Park
- Golders Hill Park Zoo
- Hanwell Zoo
- Hawk Conservancy Trust
- Knowsley Safari
- Lake District Coast Aquarium
- Lake District Wildlife Park
- Lakeland Wildlife Oasis
- Linton Zoo
- London Zoo
- Longleat
- Lotherton Wildlife World
- Marwell Zoo
- National Marine Aquarium
- National Sea Life Centre
- Newquay Zoo
- Noah's Ark Zoo
- Northumberland College Zoo
- Oceanarium
- Old MacDonald's Farm
- Paignton Zoo
- Paultons Park
- Pensthorpe
- Raptor Foundation
- Reaseheath Mini Zoo
- Sea Life Adventure
- Sea Life Weymouth
- Sea Life London
- Shaldon Wildlife Trust
- Shepreth Wildlife Park
- Sparsholt College Group
- The Big Cat Sanctuary
- The Deep
- The Living Rainforest
- Thrigby Hall Wildlife Gardens
- Tilgate Nature Centre
- Tropical Butterfly House
- Tropical World
- Tropiquaria Zoo
- Twycross Zoo
- West Midlands Safari Park
- Wildheart Animal Sanctuary
- Wildwood Trust
- Wingham Wildlife Park
- Whipsnade Zoo
- Woodside Wildlife Park
- WWT Arundel
- WWT Martin Mere
- WWT Slimbridge
- WWT Washington
- Yorkshire Wildlife Park

### Gibraltar
- Alameda Wildlife Conservation Park

### Ierland
- Ardmore Open Farm and Mini Zoo
- Dingle Oceanworld
- Dublin Zoo
- Emerald Park
- Fota Wildlife Park
- Galway Atlantaquaria
- Secret Valley Wildlife Park
- Tropical World

### Kanaaleilanden
- Jersey Zoo

### Noord-Ierland
- Belfast Zoo
- Exploris Aquarium
- WWT Castle Espie

### Schotland
- Amazonia
- Blair Drummond Safari and Adventure Park
- Calderglen Zoo
- Camperdown Wildlife Centre
- Deep Sea World
- Five Sisters Zoo
- Edinburgh Zoo
- Scottish Deer Centre

### Wales
- Folly Farm
- Plantasia
- Welsh Mountain Zoo
- WWT Llanelli Wetland Centre